# Texella fendi
Texella fendi is een hooiwagen uit de familie Phalangodidae.